# کامنی کاریر
کامنی کاریر (به لاتین: Kamenny Karyer) یک منطقهٔ مسکونی در روسیه است که در استان آمور واقع شده‌است.